# Credipar
Credipar est une société du Groupe Banque Stellantis France qui propose des financements et des services associés aux clients finaux et aux réseaux de distribution. La société est agréée par l'ACPR et l'ORIAS.
Credipar appartient à la société Banque Stellantis France qui est une coentreprise créée par la banque de Stellantis (Stellantis Financial Services) et Banco Santander (par le biais de sa filiale Santander Consumer Banque).
En 2017, Credipar est no 2 en France des sociétés de financement automobiles avec 294 352 contrats de financements réalisés.

## Histoire
L'histoire de Credipar commence avec la SOVAC (Société pour l'organisation de la vente des automobiles à crédit), créée en 1919 par André Citroën. C'est la première entreprise européenne de financement automobile. Très vite les autres constructeurs automobiles copient le modèle : Louis Renault crée la DIAC (Diffusion industrielle automobile) en 1924 et par la famille Peugeot crée la DIN (Diffusion industrielle nouvelle) en 1928.
En 1927, André Citroën rencontre des difficultés financières et est aidé par la banque Lazard qui, en 1934, reprendra l'entreprise avec Michelin. 
C'est ainsi qu'en 1935, André Citroën est écarté de la direction et remplacé par Pierre Michelin.
En 1976, Peugeot reprend 90% des parts de Citroën et crée le groupe PSA Peugeot Citroën. En échange, Michelin aura une participation dans la nouvelle société, elle s'arrêtera en 2006.
En 1979, la société Credipar est créée pour gérer le financement des deux marques Peugeot et Citroën. Il s'agit d'une coentreprise détenue à égalité par la SOVAC (50%) et PSA (50%).
En 1995, GE (General Electric) entre au capital de la SOVAC à hauteur de 62,7%.
En 1998, le groupe PSA rachète à GE ses parts dans Credipar et fait de ce dernier une filiale à 100% de Banque PSA Finance.
En 2012, le secteur automobile subit la crise et par extension Banque PSA Finance aussi. Afin de maintenir la société à flot, l'État prend la décision de se porter garant à hauteur de 7 milliards, ce qui permet à Banque PSA Finance de faciliter son refinancement.
En 2013, Banque PSA finance se diversifie et pour faciliter son refinancement, lance son livret d'épargne Distingoavec une communication mettant en avant l'économie réelle.
En 2015, Credipar devient une société détenue à 100% par PSA Banque France, elle-même détenue à parité entre Banque PSA Finance et Santander Consumer Finance. L'année suivante, Credipar prend la dénomination commerciale PSA Finance France. 
En 2023, pour s'aligner sur l'évolution de son actionnaire Groupe PSA devenu Stellantis début 2021, Credipar prend une nouvelle dénomination commerciale : Stellantis Finance & Services.

## Partenariats

### Société générale
En 2008, Banque PSA finance et Société générale s'associent en Russie pour commercialiser des produits de crédits et leasing sur les véhicules des marques du groupe PSA.
Ce partenariat est assuré par Rusfinance Bank, la filiale de crédit à la consommation en Russie de la Société générale.

### Banco Santander
En juillet 2014, Banque PSA Finance et Santander Consumer Finance signent un accord-cadre ; le partenariat porte sur 11 pays en Europe et prend la forme de sociétés communes.
En France, ce partenariat est formalisé le 2 février 2015 et cette coentreprise prend le nom de PSA Banque France. Elle a changé de nom en 2023 pour devenir Banque Stellantis France. 

### BNP Paribas
En 2017, à la suite du rachat d'Opel et Vauxhall par le groupe PSA, Banque PSA Finance s'associe à 50/50 à BNP Paribas Personal Finance — filiale de BNP Paribas — pour les activités de financement de ces marques. 

## Gouvernance
Il y a six membres dans le conseil d'administration de Banque Stellantis France : trois pour chaque actionnaire (Stellantis Financial Services et Santander Consumer Finance).
Tous les trois ans, la présidence est assurée par un administrateur désignée par un actionnaire en alternance. en août 2017, un premier administrateur a été désigné par Santander Consumer Banque, Jean-Paul Duparc, nommé directeur général.
En Septembre 2020, Laurent Aubineau, précédemment directeur général délégué, a été nommé directeur général par l'actionnaire Groupe PSA. 